# Брегальниця (Делчево)
«Брегальниця» (мак. ФК Брегалница Делчево) — колишній македонський футбольний клуб із міста Делчево. Заснований 1926 року.
У сезонах 2002/03 та 2003/04 виступав у Першій лізі.
У 2012 році через відсутність спонсорів клуб припинив своє існування.

## Досягнення
Перша ліга Македонії:
- Найвище місце 10-е (1): 2002/03